# Rhopalodes subrufata
Rhopalodes subrufata là một loài bướm đêm trong họ Geometridae.